# Curling (film)
Curling è un film del 2010 diretto da Denis Côté.

## Riconoscimenti
- 2010 - Festival di Locarno
  - Pardo d'argento per la miglior regia